# James Pelham
Le lieutenant-colonel James Pelham (c.1683 - 27 décembre 1761) est un homme politique whig britannique. Cousin au second degré d'Henry Pelham et du duc de Newcastle, il agit comme agent politique de Newcastle dans le Sussex pendant la majeure partie de sa carrière politique, siégeant au Parlement de 1722 à 1761 sous le patronage de Newcastle. Il est secrétaire de Frederick, prince de Galles de 1728 jusqu'à la rupture du prince avec le gouvernement en 1737. Bien qu'il ait reçu des sinécures de Newcastle pour ses services politiques, il doit engager des dépenses considérables pour les élections et n'a pas laissé un grand héritage.

## Biographie
Pelham est le deuxième fils de Nicholas Pelham, de Catsfield et Crowhurst. Il obtient une commission de capitaine dans le 8th Dragoons en 1711 et fait son service militaire pendant la Guerre de Succession d'Espagne. Il est promu capitaine et lieutenant-colonel dans les 1st Foot Guards en 1716, mais entreprend par la suite une carrière politique, soutenu par l'amitié de Lord Walpole et de son cousin, le duc de Newcastle.
Pelham est l'agent de Newcastle à Hastings lors des Élections générales britanniques de 1715 et 1722 et 1722. Newcastle est alors Lord-chambellan et Pelham est nommé secrétaire du Lord Chambellan en mai 1719  conservant le poste jusqu'à sa mort, bien que Newcastle ait quitté le poste de Chambellan en 1724. Newcastle le fait élire pour Newark en 1722, où Newcastle a un intérêt électoral personnel en tant que seigneur du manoir de Newark-on-Trent . Lors de l'élection de 1727, Newcastle présente Pelham comme candidat à la fois à Newark et à Bridport, l'Amirauté ayant une influence dans ce dernier siège. Pelham est élu après scrutin aux deux endroits, choisissant de siéger pour Newark  où lui et Richard Sutton, sous le patronage du duc de Rutland, ont vaincu l'homme d'affaires local Alexander Holden et le conservateur Sir Charles Sedley, 1er baronnet. Lors du couronnement de George II en octobre 1727, il est choisi comme l'un des barons des Cinq-Ports (représentant Hastings) qui porte le dais sur le roi et la reine .
En 1728, Pelham entre dans la maison de Frederick, prince de Galles en tant que secrétaire du prince. Aux élections de 1734, lui et Sutton battent de nouveau Holden à Newark avec une majorité accrue. En 1736, Pelham prend livraison d'une coupe en or baroque élaborée, marquée de l'insigne en plumes d'autruche du prince, de George Wickes ; le dessin est reproduit par John Vardy et est largement imité. La rupture du prince de Galles avec le gouvernement rend la position de Pelham dans la maison du prince intenable. Après s'être rangé du côté du gouvernement au sujet de l'allocation du prince, il démissionne de son poste de secrétaire du prince à la fin de l'été 1737 et est remplacé par George Lyttelton .
Newcastle transfère Pelham pour qu'il se présente à Hastings lors des élections de 1741 afin de le soulager des dépenses électorales à Newark. Avant l'élection, Pelham écrit à Newcastle pour demander réparation, notant qu'il a subi des pertes en achetant des actions de la Compagnie de la mer du Sud pour Newcastle, prêté au duc 2 000 £ et supporté ses propres dépenses électorales pour Newark, à la suite de quoi, son domaine a été hypothéqué pour 6 000 £. Newcastle répond en exprimant sa gratitude, et le patronage est finalement accordé: en 1749, Pelham obtient le poste de sous- coffreur de la maison, servant sous le neveu de Pelham, le comte de Lincoln. Un poste de douane d'environ 700 £ par an, obtenu pour lui par son neveu John, et une pension des services secrets d'environ 500 £ par an aident à réparer sa fortune. Pelham se sent toujours inquiet de sa situation, car la pension et son poste de caissier sont susceptibles de prendre fin en cas de changement de gouvernement. Après avoir consulté le frère de Newcastle, Henry Pelham, il écrit en 1750 pour demander de convertir sa pension des services secrets en une de 21 ans à la charge du revenu irlandais. Bien que cette demande ait été refusée, Newcastle réussit à l'apaiser .
Pelham est un partisan fiable du gouvernement pendant le mandat d'Henry et de Newcastle au pouvoir, et continue à gérer les intérêts électoraux de Newcastle dans le Sussex, en particulier à Hastings, Rye et Seaford. Il est whip informel pour les partisans personnels de Newcastle à la Chambre des communes. Sa santé commence à se détériorer vers 1754, lorsqu'il démissionne de la charge de sous-coffreur. Une question complexe de favoritisme provoque un conflit entre Newcastle et son allié, le comte de Hardwicke, au sujet des résultats des élections de 1754 à Mitchell. Il ne répond pas à la convocation de Newcastle au premier vote sur la pétition, le 28 février 1755, que Newcastle perd de manière inattendue. L'affaire menace de déstabiliser la coalition gouvernementale de Newcastle, et il écrit à nouveau à Pelham le 2 mars, l'accusant de déloyauté personnelle et menaçant de le chasser de son siège. En fait, il semble que ce soit la santé de Pelham qui l'ait empêché d'être présent ; il a vendu son domaine du Sussex à Crowhurst quelques années auparavant et s'est rapproché de Londres pour lui permettre de continuer à assister régulièrement aux séances Parlement.
Pelham ne se représente pas aux élections de 1761 mais conserve son poste de secrétaire du Lord Chambellan et sa pension des services secrets. Il meurt le 27 décembre 1761, sa succession très altérée par ses années de service électoral à Newcastle ; Horace Walpole note que "Jemmy Pelham est mort et a laissé à ses serviteurs le peu que ses serviteurs lui avaient laissé." Il ne s'est jamais marié et n'a pas d'enfants.